# Himmerland
Himmerland ist eine Halbinsel und historische Landschaft im Norden von Jütland in Dänemark. Das 2785 km² große Gebiet grenzt im Norden und Westen an den Limfjord, im Osten an das Kattegat. Im Süden bilden Mariagerfjord und das Flüsschen Skals Å die natürlichen Grenzen. 

## Geschichte
Das Identitätsgefühl der Himmerländer ist eng mit dem Mythos verknüpft, der Landstrich sei bis in römische Zeit Heimat der kriegerischen Kimbern gewesen. Der Geograf Claudius Ptolemäus verortete sie im 2. Jahrhundert in den Norden der Kimbrischen Halbinsel. Der dänische Historiograf Claus Christoffersen Lyschander meinte 1622, ihre Herkunft auf Himmerland festlegen zu können. Den einzigen Anhaltspunkt für seine Theorie bildete die lautliche Ähnlichkeit von cimbri/chimbri/himmer-. Andere wissenschaftliche Belege fehlten, und mit archäologischen Funden hat sich bislang ein geschlossener Auszug einer Bevölkerung um das Jahr 120 v. Chr. nicht nachweisen lassen.
Im 19. und 20. Jahrhundert verankerte sich trotzdem die Vorstellung, Erben der weltgeschichtlich bedeutsamen Kimbern zu sein, im kollektiven Bewusstsein. Johannes V. Jensen (1873–1950), aus dem himmerländischen Farsø gebürtiger Nobelpreisträger für Literatur, verarbeitete das Motiv in seinem Roman „Zug der Cimbern“ (Cimbrernes Tog, 1922). 
In Deutschland wurde er vor allem mit seinen „Himmerlandsgeschichten“ (Himmerlandshistorier, 1898–1910) bekannt. Als Eigenart der Himmerländer beschrieb er eine „nutzlose Sturheit“ und verband damit gleichermaßen Kritik und Respekt. Selbst identifizierte sich Jensen mit den Sonderlingen der dörflichen Bauerngemeinschaft. 
Der bei Rebild geborene Bildhauer Anders Bundgaard (1864–1937) machte den Kimbern-Stier zu einem Wahrzeichen von Himmerland. 1924 wurde seine Granitskulptur Cimbrerstenen mit den Konturen eines Stiers in Rebild Bakker aufgestellt. Seit 1937 schmückt die Bronzeplastik Cimbrertyren die Straße Vesterbro im Zentrum von Aalborg.
Die historische Provinz Himmersyssel (1231 Himbersysel) umfasste folgende Bezirke (Herred):
- Års Herred
- Fleskum Herred
- Gislum Herred
- Hellum Herred
- Hindsted Herred
- Hornum Herred
- Rinds Herred
- Slet Herred

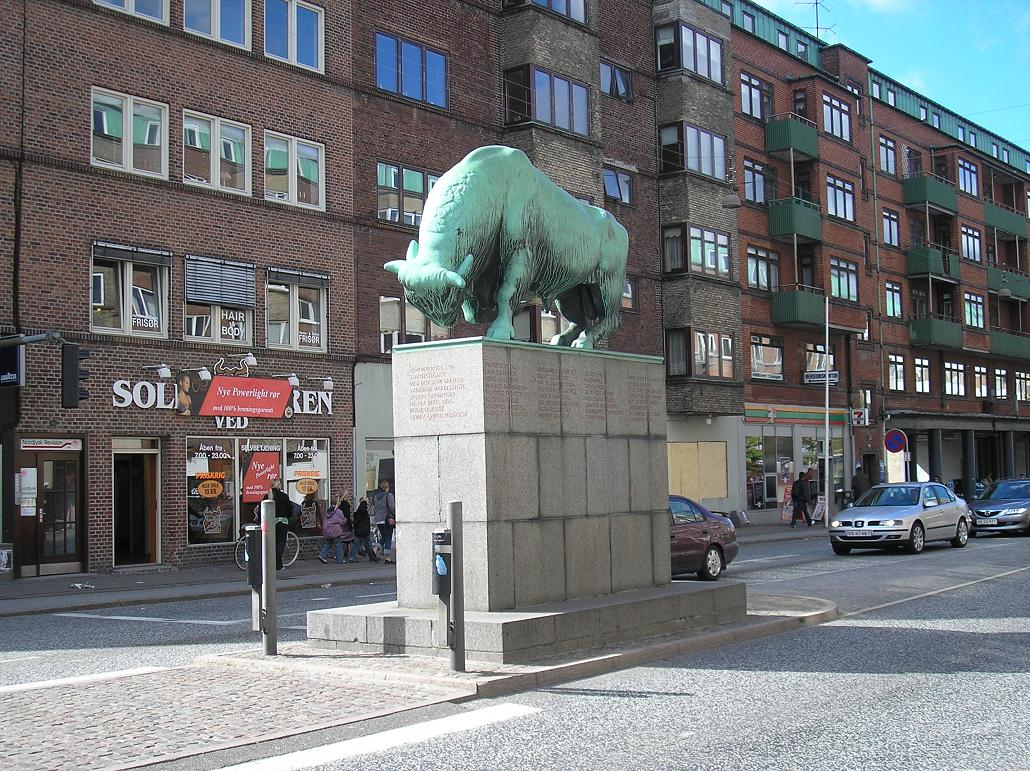
Der Kimbern-Stier, Anders Bundgaard (1937), Aalborg
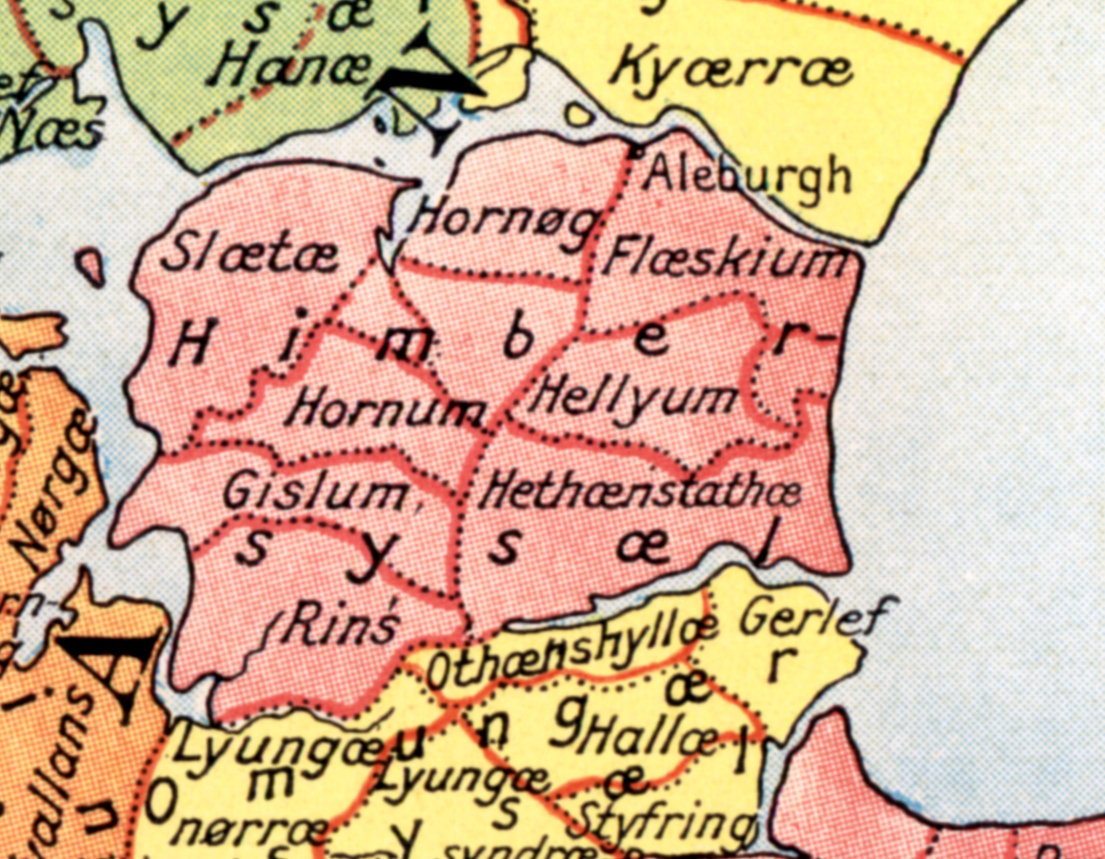
Das Syssel Himmerland, mit Harden
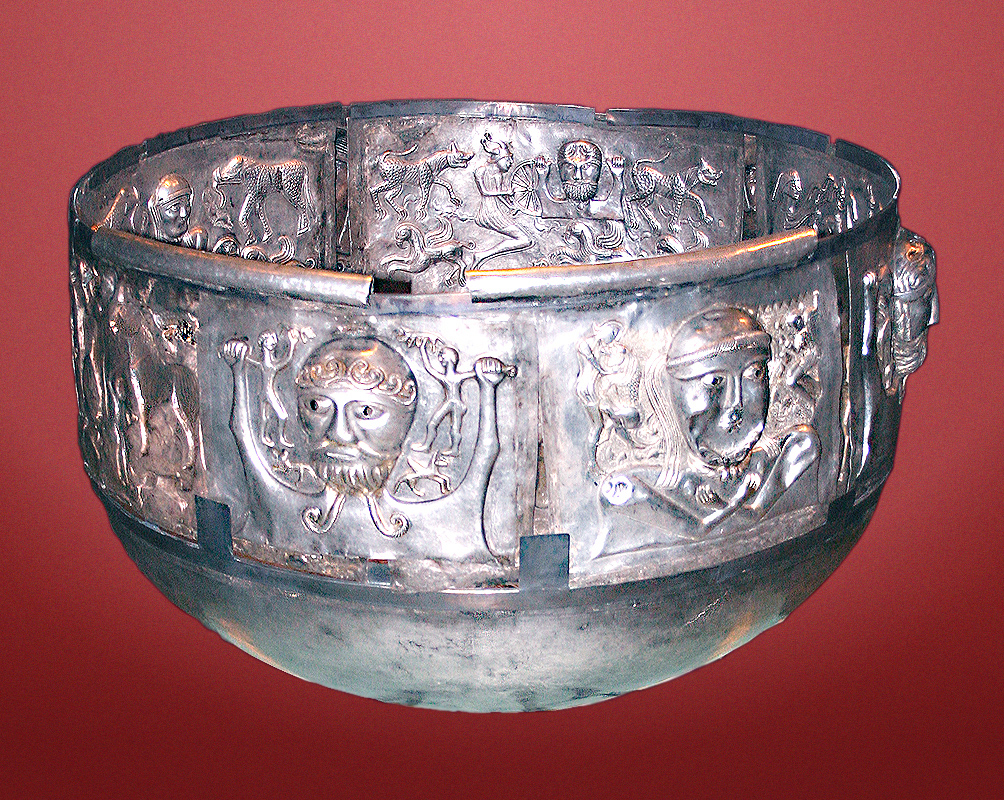
Kessel von Gundestrup, 69 cm im Durchmesser

## Landschaft
Himmerland ist zum überwiegenden Teil eine Moränenlandschaft, die im Osten durchschnittlich 75 bis 100 Meter Höhe erreicht. Dort findet sich auch der Berg Rold Bavnehøj, die mit 114 Metern höchste Erhebung Himmerlands. Die Moränenlandschaft ist in breite glaziale Rinnen aufgeteilt, zum Beispiel Gravledalen. Viele dieser Rinnen wurden durch Schmelzwasserablagerungen aus der Weichseleiszeit und durch das Eindringen des Littorinameeres vergrößert und eingeebnet.
Die Abhänge an den Tälern sind durch Wassererosion zerfurcht; dabei zurückbleibende Hügel werden als „falsche Hügel“ (falske bakker) bezeichnet, etwa die Hügelkette Rebild Bakker. Sie bilden ein naturnahes Erholungsgebiet. Der Untergrund besteht aus Kalkstein. Früher wurde Kalk für die Zementherstellung in Aalborg industriell abgebaut. Die Kalkminen von Thingbæk am Fuß der Rebild Bakker können besichtigt werden.
Im Zentrum der Halbinsel liegt der Nadelwald Rold Skov, das mit 80 km² zweitgrößte geschlossene Waldgebiet Dänemarks. Der Trend Skov in Westhimmerland wurde um 1900 angepflanzt. Im Nordwesten liegen die geschützten Heideflächen Oudrup Østerhede und Lundby Hede. Im Osten liegt das Hochmoor Lille Vildmose, das größte intakte Hochmoorareal innerhalb der nordeuropäischen Laubwaldzone.

## Städte und Verkehr
Die größten Städte in Himmerland entstanden am Limfjord und am Mariagerfjord. Die mit Abstand größte Stadt ist Aalborg mit 121878 Einwohnern. Weitere größere Orte sind Hobro (12360 Einw.), Aars (8708 Einw.) Støvring (9584 Einw.), Hadsund (4918 Einw.) sowie Nibe (5616 Einw.) und Løgstør (3969 Einw.).
Durch die historische Landschaft führt die Autobahn Nordjyske Motorvej, ein dänisches Teilstück der E45. Mit der Nordjütischen Insel im Norden ist Himmerland durch mehrere Brücken und einen Tunnel verbunden: Aggersundbroen bei Løgstør; in Aalborg Eisenbahnbrücke, Limfjordsbroen und Limfjordtunnel. Bei Hadsund führt die Hadsundbroen über den Mariagerfjord nach Süden, und im Südwesten führt der Straßendamm Virksunddæmningen in Richtung Skive.